# جورج شيروود (نحات)
جورج شيروود (بالإنجليزية: George Sherwood)‏ هو نحات أمريكي، ولد في 6 فبراير 1954.

## وصلات خارجية
- الموقع الرسمي